# Aepinus septemspinosus
Aepinus septemspinosus är en kräftdjursart som först beskrevs av Alphonse Milne-Edwards 1879.  Aepinus septemspinosus ingår i släktet Aepinus och familjen Inachidae. Inga underarter finns listade i Catalogue of Life.